# Franck Mailleux
Franck Mailleux (Saint-Malo, 27 maggio 1985) è un pilota automobilistico francese.

## Carriera
Da giovanissimo inizia a competere in kart, nel 2001 ha vinto il Campionato francese Espoir. Due anni dopo, nel 2003 Mailleux passa alle corse in monoposto e tre anni dopo vince la Formula Renault 2.0 UK Winter Series. Nel 2008 passa alle corse d'endurance, l'anno seguente con il team Signature Plus prende parte alla sua prima 24 Ore di Le Mans nella classe regina. Nel 2011, passato alla Classe LMP2, ottiene il secondo posto a Le Mans sempre guidando per il team francese. 
Nel 2013 si lega al team Morand Racing partecipando ad altre due 24 Ore di Le Mans nella classe LMP2. Due anni dopo ottiene la vittoria di classe nella 24 Ore del Nürburgring, risultato che ripete anche nel 2017, nel 2018 e 2019. Nel 2020 Mailleux vince il campionato Nürburgring Langstrecken.
Nel 2021, torna nella classe regina del WEC, venendo ingaggiato dal team Glickenhaus Racing per prendere parte alla 6 Ore di Monza e alla 24 Ore di Le Mans. Nella gara brianzola ottiene il terzo posto assoluto e chiude quarto nella gara francese. L'anno seguente torna a Le Mans correndo sempre per il team statunitense insieme a Ryan Briscoe e Richard Westbrook. L'equipaggio ottiene uno storico terzo posto per il team. 
Nel 2023 salta i primi due round della stagione per poi venire chiamato da Glickenhaus per la 6 Ore di Spa-Francorchamps e per la 24 Ore di Le Mans. 

## Risultati

### Risultati WEC
| Anno    | Squadra            | Classe   | Vettura         | SEB | SPA | LMS | SIL | SÃO | BHR | FUJ | SHA | Punti | Pos. |
| ------- | ------------------ | -------- | --------------- | --- | --- | --- | --- | --- | --- | --- | --- | ----- | ---- |
| 2012    | Signatech Nissan   | LMP2     | Oreca 03-Nissan | Rit | 33  | 14  | Rit | Rit | 7   | 15  | 11  | 8     | 31°  |
| Anno    | Squadra            | Classe   | Vettura         | SPA | ALG | MON | LMS | BHR | BHR |     |     | Punti | Pos. |
| 2021    | Glickenhaus Racing | Hypercar | 007 LMH         |     |     | 3   | 4   |     |     |     |     | 39    | 5º   |
| Anno    | Squadra            | Classe   | Vettura         | SEB | ALG | SPA | LMS | MON | FUJ | BHR |     | Punti | Pos. |
| 2023    | Glickenhaus Racing | Hypercar | 007 LMH         |     |     | 8   |     |     |     |     |     | 4     | 14°  |
| Legenda |                    |          |                 |     |     |     |     |     |     |     |     |       |      |

* Stagione in corso.

### Risultati 24 Ore di Le Mans
| Anno | Team               | Co-Piloti                        | Auto                     | Classe | Giri | Pos. | Classe Pos. |
| ---- | ------------------ | -------------------------------- | ------------------------ | ------ | ---- | ---- | ----------- |
| 2009 | Signature Plus     | Pierre Ragues Didier André       | Courage-Oreca LC70E-Judd | LMP1   | 344  | 11°  | 10°         |
| 2010 | Signature Plus     | Pierre Ragues Vanina Ickx        | Lola-Aston Martin B09/60 | LMP1   | 302  | DNF  | DNF         |
| 2011 | Signatech Nissan   | Soheil Ayari Lucas Ordóñez       | Oreca 03-Nissan          | LMP2   | 320  | 9°   | 2°          |
| 2012 | Signatech Nissan   | Jordan Tresson Olivier Lombard   | Oreca 03-Nissan          | LMP2   | 340  | 16°  | 9°          |
| 2013 | Morand Racing      | Natacha Gachnang Olivier Lombard | Morgan LMP2-Judd         | LMP2   | 320  | 11°  | 5°          |
| 2014 | Race Performance   | Michel Frey Jon Lancaster        | Oreca 03R-Judd           | LMP2   | 342  | 12°  | 8°          |
| 2021 | Glickenhaus Racing | Pipo Derani Olivier Pla          | Glickenhaus 007 LMH      | LMH    | 367  | 4°   | 4°          |
| 2022 | Glickenhaus Racing | Ryan Briscoe Richard Westbrook   | Glickenhaus 007 LMH      | LMH    | 375  | 3°   | 3°          |